# Netta Barzilai
Netta Barzilai (Hod HaSharon, 22. siječnja 1993.), izraelska je pop pjevačica i pobjednica izbora za Pjesmu Eurovizije 2018. godine čime je Izraelu donijela četvrtu pobjedu na Euroviziji (nakon 1978., 1979. i 1998.).

## Životopis
Netta je rođena 22. siječnja 1993. u Hod HaŠaronu u Izraelu, gdje i dalje živi. U ranoj dobi, preselila se sa svojom obitelji u Nigeriju gdje je živjela četiri godine i na kraju se vratila u Izrael.

## Diskografija

### Singlovi
- "Toy", 2018. - izbor za pjesmu Eurovizije 2018.

## Vanjske poveznice
- Službena Facebook stranica (eng.)